# San Pablo Chimalpa
San Pablo Chimalpa es uno de los cinco pueblos conformantes de la alcaldía Cuajimalpa de Morelos y a su vez es considerado uno de los pueblos originarios de la Ciudad de México a pesar de que no cuenta con alguna organización agraria reconocida por las instituciones de gobierno estatal o federal. Situado sobre la carretera Cuajimalpa-Huixquilucan a unos 4 km de la cabecera delegacional. Situado a 2750 m s. n. m. y en las coordenadas 19°21′11.6″ N y 99°19′04.68 Oeste.

## Etimología
El nombre viene de la palabra náhuatl Chimalli que significa sobre el escudo, el patrocinio de San Pablo se cree proviene del dúo patronal de San Pedro y San Pablo donde a Cuajimalpa se le dio en patronato a San Pedro y como Chimalpa era un barrio de este pueblo se le dio a San Pablo.

## Orígenes
Fundado en una fecha anterior a la conquista española, San Pablo fue habitado por Tepanecas de habla náhuatl.
Durante la conquista aparece mencionado en algunos documentos como el Códice Cuauhximalpan donde se le menciona como un barrio de San Pedro Cuajimalpa, ya que si bien era un pueblo distante de San Pedro sus pobladores debían trasladarse hasta San Pedro Cuajimalpa para tratar asuntos legales.
Chimalpa por encontrarse en un camino secundario que debía recorrerse por barrancas y laderas muy empinadas resultó un camino poco transitado para pasar al valle de Toluca, por lo que es poco mencionado en la historia, pero se sabe que en 1700 los padres Dominicos crearon su parroquia y le dieron a San Pablo el patronato. Además en las inmediaciones del pueblo existe un monte junto a un río que alimenta el Río Borracho que tiene varias cuevas llamado popularmente el “Espinazo del Diablo” donde se menciona que pueden encontrar restos y objetos prehispánicos, que se acreditan a un grupo Mexica que resistió a los españoles luego de la caída de Tenochtitlán. 
En la independencia formó parte de los pueblos usados por las gavillas insurgentes que operaron en la zona ya que por estar en zona de barrancas era fácil defenderse en ellas si se le conocían y más fácil caer en una emboscada si no se le conocía, además de estar cerca del camino real a Toluca.
Consumada la independencia Chimalpa continuó en su aislamiento aunque fue siempre un punto importante para los diferentes ejércitos que operaron en la zona, ya que por medio de este se podían mover entre Cuajimalpa, Acopilco y Huixquilucan.
En los 1862 junto con los pueblos de Acopilco, San Mateo Tlaltenango y San Pedro Cuajimalpa forma la municipalidad de Cuajimalpa, quedando San Pedro como cabecera. Lo que marca su inicio como pueblo autónomo.
En la revolución, San Pablo Chimalpa sufre los estragos de la guerra pero por lo abrupto de su territorio su población puede ponerse a salvo de muchas de las operaciones militares de los zapatistas y carrancistas.
En 1913 los vecinos colectivamente para acrecentar el área de su pueblo empiezan a comprar terrenos a los pueblos vecinos sobre todo a San Pedro Cuajimalpa, como fue el caso de la “Loma del Padre”, en 1920 la loma de Zentlálpal y en 1922 la loma del Pipilero. Estos terrenos se los distribuyen entre los vecinos de acuerdo a la aportación que dieron para la compra de los mismos. 
Hasta la década de 1940 junto con los otros pueblos de la delegación empieza a recibir servicios públicos como la electrificación, en esta década dejan de usar el ojo de agua de “Expiz
o” (Itxpitzu) la cual debían de acarrear en cántaros, ya que los vecinos compraron la tubería que les permitió abastecerse desde el ojo de agua “Atitla” el cual por estar a mayor altura permitía un abasto por gravedad al pueblo.
En 1957 se inaugura su primer plantel formal de nivel primaria, ya que desde el porfiriano servía en un cuarto al costado de la iglesia una pequeña escuela que evitaba el traslado de los alumnos a Cuajimalpa o Huixquilucan.
En los 60´s bajo el gobierno del delegado J. Asencio Almaraz fue inaugurado el camino pavimentado entre Cuajimalpa y Chimalpa por el Presidente Adolfo López Mateos, además de que se completó el abasto de agua con aguas del Desierto de los Leones.
Esta carretera se mantiene pavimentada hasta Chimalpa, por lo que para ir a Huixquilucan vía San Juan y Zacamulpa debía transitar por una carretera de tierra que permanecía constantemente enlodada. En los 80´se dota de escuela secundaria al pueblo y además derivado del sismo de 1985 en la Ciudad de México, el gobierno del Distrito Federal realiza una serie de tratos con los vecinos para comprarles terrenos sobre todo en “Loma del Padre” donde dan terrenos a varios de los damnificados del sismo, entre los que se encuentran muchos vecinos de la zona de Tepito y la Col. Doctores, lo que según algunos vecinos hizo que aumentara la delincuencia en la región, tal como sucedió en Cuajimalpa cuando se creó la Col. San Fernando con personas provenientes de la col. Garza en Tacubaya al abrirse el periférico en los 50´s. Adicionalmente se le dota de una escuela media superior técnica CETIs la cual sería por décadas la única escuela de este nivel en toda la delegación.
En los 90´s se termina de pavimentar la carretera de Cuajimalpa a Huixquilucan, por lo que Chimalpa se vuelve un punto de paso muy importante para la población de Huixquilucan que así aumenta sus rutas hacia el D.F.; En esta década el pueblo empieza a crecer con los propios vecinos y la migración de personas.
Durante el periodo comprendido a inicios del siglo XX la principal actividad económica de esta zona rural era la producción de carbón ya que se contaba con la materia prima necesaria, en este caso el árbol de encino, así como grandes extensiones de terreno para la elaboración de los hornos, convirtiéndose en la principal fuente de recursos económicos para satisfacer las necesidades básicas de la población.
Otras actividades económicas era la elaboración del "pulque", bebida prehispánica tradicional y la agricultura, aunque son actividades económicas secundarias resalta la importancia para el desarrollo de la comunidad.

## Servicios
San Pablo cuenta con los servicios públicos básicos, pero continua sacando su drenaje por medio del Río Borracho al cual contaminan con sus descargas, por otro lado solo cuenta con tres salidas viales, hacia San Pedro Cuajimalpa , Huixquilucan y recientemente por Atlapulpo hacia Acopilco, existe un proyecto que le permitiría un camino hacia Interlomas paralelo a la autopista Chamapa - la Venta, la cual correría en los límites del Estado de México y el Distrito Federal, se ha especulado entre los vecinos que este camino no se ha realizado debido a que los terrenos pertenecen a un ex regente quien los compró a sabiendas de que podrían ser desarrolladas como las Lomas de Chapultepec, la verdad es que esta zona es de Protección Ecológica por lo que no debe construirse infraestructura en la zona, aunque poco a poco se ha estado invadiendo y proporcionando servicios como alumbrado público.
Por otro lado a pesar de estar situado en una zona verde de grandes bosques no cuenta con servicios de restaurantes, hoteles, centros nocturnos, supermercados, corporativos, bancos, clubes deportivos, etc.
Lo que sí cuenta es con panteón del pueblo el cual todavía mantiene controlado el pueblo, por lo que para ser enterrado en el mismo debe haberse aportado durante años a las fiestas y trabajos del pueblo para tener derecho a la inhumación. 

## Fiestas religiosas
Del 24 al 30 de junio se celebran dos fiestas en el pueblo la primera dedicada a San Juan Bautista donde se rinde tributo al santo adornando las llaves de agua y los ojos de agua que hay en el pueblo, la segunda es la dedicada a Pedro y Pablo apóstoles, en ambas se llevan a cabo las tradicionales misas, mañanitas, quema de cohetes y comidas familiares. Aunque la de mayor reminiscencia es la del Viernes de Dolores, cuya fecha se mueve con la Semana Santa.
En estas fiestas los encargados son denominados Sargentos y fiscales lo que recuerda las prácticas políticas del virreinato, donde una zona era mandada por un Teniente; Por tradición estas fiestas se acompañan con fuegos pirotécnicos de los pueblos de Zumpango y Tlachichilpa en el estado de México. En estas fiestas se cierran las carreteras que comunican al pueblo, por lo que algunos desarrollos habitacionales de alto nivel económico no han llegado a prosperar ya que ninguno de los vecinos espera tener que caminar por lo menos 1 km para llegar al pueblo.

## Educación
El pueblo cuenta con la escuela preescolar “Gabino a Palma”, la primaria “Valerio Trujano”, la secundaria “Antonio Carrillo Flores” y el CETis n.º 29, además de la biblioteca “Emiliano Zapata”  dirigida a un nivel de preparatoria.

## Centros religiosos
El templo católico del pueblo de Chimalpa pertenece a la segunda vicaria de Cristo Rey del Arzobispado Primado de México y a su cuarto decanato cuenta con la capilla de San Pablo que se inició a construir en 1700 y que no fue terminada sino hasta 1890.

## Transporte
Para llegar a San Pablo se pueden tomar transportes públicos desde las estaciones del metro Observatorio y Tacubaya, los cuales terminan su recorrido en Huixquilucan, excepto por la ruta de M1 que sale de Tacubaya y termina en Chimalpa, además puede tomarse transporte público a los pueblos cercanos como Huixquilucan y San Pedro Cuajimalpa, desde donde se pueden tomar camionetas locales a Chimalpa.